# ネパール共産党マンモハン派
ネパール共産党マンモハン派（ネパールきょうさんとうマンモハンは 英:Communist Party of Nepal (Manmohan)） は、ネパールにかつて存在した地下政党。マン・モハン・アディカリが率いた。アディカリはかつてのネパール共産党の急進派のリーダーとして、「中央核」（ネパール共産党の再建運動）に参加した。「中央核」が1973年に崩壊すると、彼は自分の追従者とともにグループを形成したが、1979年までは政党を名乗らなかった。1982年までネパール共産党統一会議派を名乗った。
1986年、ネパール共産党プシュパラール派と合同し、ネパール共産党マルクス主義派を結成する。